# Medovene
Medovene (bulgariska: Медовене) är ett distrikt i Bulgarien.   Det ligger i kommunen Obsjtina Kubrat och regionen Razgrad, i den nordöstra delen av landet, 280 km öster om huvudstaden Sofia.
Trakten runt Medovene består till största delen av jordbruksmark. Runt Medovene är det ganska tätbefolkat, med 58 invånare per kvadratkilometer.